# Norisbeth Agudo
Norisbeth Agudo (nacida el 22 de mayo de 1992) es una jugadora de voleibol de playa venezolana. Compitió junto a Olaya Pérez Pazo en el torneo de voleibol de playa en los Juegos Olímpicos de Río de Janeiro de 2016.